# مانگیندی
مانگیندی (به انگلیسی: Mungindi) یک شهرک در استرالیا است که در کوئینزلند واقع شده‌است.